# Ilaro
El regne d'Ilaro fou un estat nadiu de Nigèria a Iorubalàndia. Limitava a l'oest amb els regnes de Dahomey i de Porto Novo; a l'est per Otto i Egba (Abeokuta); al nord per Ketu, Ineku, Iworo, Shawonpa i Okele; i al sud amb Ipokia (Pokra), Addo i Igbessa. Les principals ciutats eren Ilaro (la capital), Ajilete, Pahai, Ijalo, Itolu, Gbotodo, Epoto, Igbodu, Ilugboro, Igbin, Iwoye, Ibeshe, Ijana, Ipake, Idode, Ilobinuwa, Ikernon, Ilobi, Palaka, Shasha, Mori, Akaba, Erebo, Ologuntaba, Pakoso i Inonkere.
El 21 de juliol de 1888 el rei (oba) Olungbela va signar un tractat amb la Gran Bretanya que establia el protectorat britànic